# 線引小切手
線引小切手（せんびきこぎって；A crossed check）とは、小切手の表面に2本の平行線を引いたもの。別名「横線小切手」（おうせんこぎって）。
小切手を不正に取得した者による利用を防ぐため、線引によって支払先が制限されていることを表している。線引があっても裏書が禁止されるわけではないが、支払先が制限されることから事実上制限される。

## イギリスの小切手
線引小切手は18世紀末のイギリスの手形交換所の慣行が起源で、1856年線引小切手法で制定法により承認された。

### 一般線引小切手
一般線引小切手（general crossing）は、小切手表面に二条の平行線を記載して間にand companyまたはその略語を記載したもの、または単に二条の平行線を記載したものである。。一般線引小切手の場合、銀行以外の者からの支払いに応じる義務がない。
なお、流通禁止（非流通）を意味するnot negotiableの文言を一般線引に添加することもでき、線引の一部を構成する（流通禁止線引）。

### 特別線引小切手
特別線引小切手（special crossing）は、小切手表面に特定の銀行名を記載したもの。英国手形法では一般線引小切手とは異なり特別線引小切手は平行線の線引を要件としていないが実際の取引では線引が記載されているのが普通である。特別線引小切手の場合、記載された特定の銀行以外の者からの支払いに応じる義務がない。
なお、流通禁止（非流通）を意味するnot negotiableの文言を特別線引に添加することもでき、線引の一部を構成する（流通禁止線引）。

## フランスの小切手
フランスでは小切手は線引による制限の有無や種類によって普通小切手、線引小切手、事前線引小切手に分類されるが、1979年の金融法でほぼ全ての小切手が線引きされた状態で交付される事前線引小切手となっている。

## 日本の線引小切手
小切手法（昭和8年法律第57号）第37条および第38条に規定され、「一般線引小切手」（いっぱんせんびきこぎって）と「特定線引小切手」（とくていせんびきこぎって）の2種類がある。

### 一般線引小切手
一般線引小切手とは、小切手の（左上など）表面に2本の平行線が引かれ、線内に何らの指定もされず、または線の間に「銀行」や「銀行渡り」「Bank」などの文字が記載された小切手をいう。このような小切手の呈示を受けた銀行等は、他の銀行または自己の取引先（注：日常の取引を通じて、銀行等にその素性が知れている者をいう。以下同じ。）にのみ小切手金を支払うことができる。「銀行等」とは、銀行と、「小切手法ノ適用ニ付銀行ト同視スベキ人又ハ施設ヲ定ムルノ件」（昭和8年勅令第329号）により指定を受けた金融機関の総称である。詳しくは「小切手法」の項を参照。

### 特定線引小切手
特定線引小切手とは、2本の平行線内に特定の銀行等（および店舗等）の名称を記載した小切手をいう。この小切手を呈示された銀行等は、その指定された銀行等にのみ、または被指定銀行等が支払人と同一の場合は自己の取引先にのみ小切手金を支払うことができる。一般線引小切手よりも不正取得に対する抑止効果はより高まる。

### 裏印の慣行
なお、一般線引小切手を途中で特定線引小切手に変更することは可能であるが、特定線引小切手を一般線引小切手に変更したり、または被指定銀行もしくは線引そのものを抹消したりすることはできず、法律上それらの記載は行われなかったものとみなされる。これに対し全国銀行協会が作成した「当座勘定規定（ひな型）」第18条によると、線引小切手の裏面に届出印（裏印）または届出の署名がある場合には、銀行側は実務上、その小切手を線引小切手として取り扱わないものとしている。これは先述した全小切手葉への線引推奨の効果が、小口現金確保のための自己の当座預金の引出などの簡便な利用をも必要以上に妨げることを避けるために設けられ、判例上も、同じく先述した線引小切手の不適法な支払いへの求償権を放棄する当事者間の特約として認容されている。